# Petäjävesi

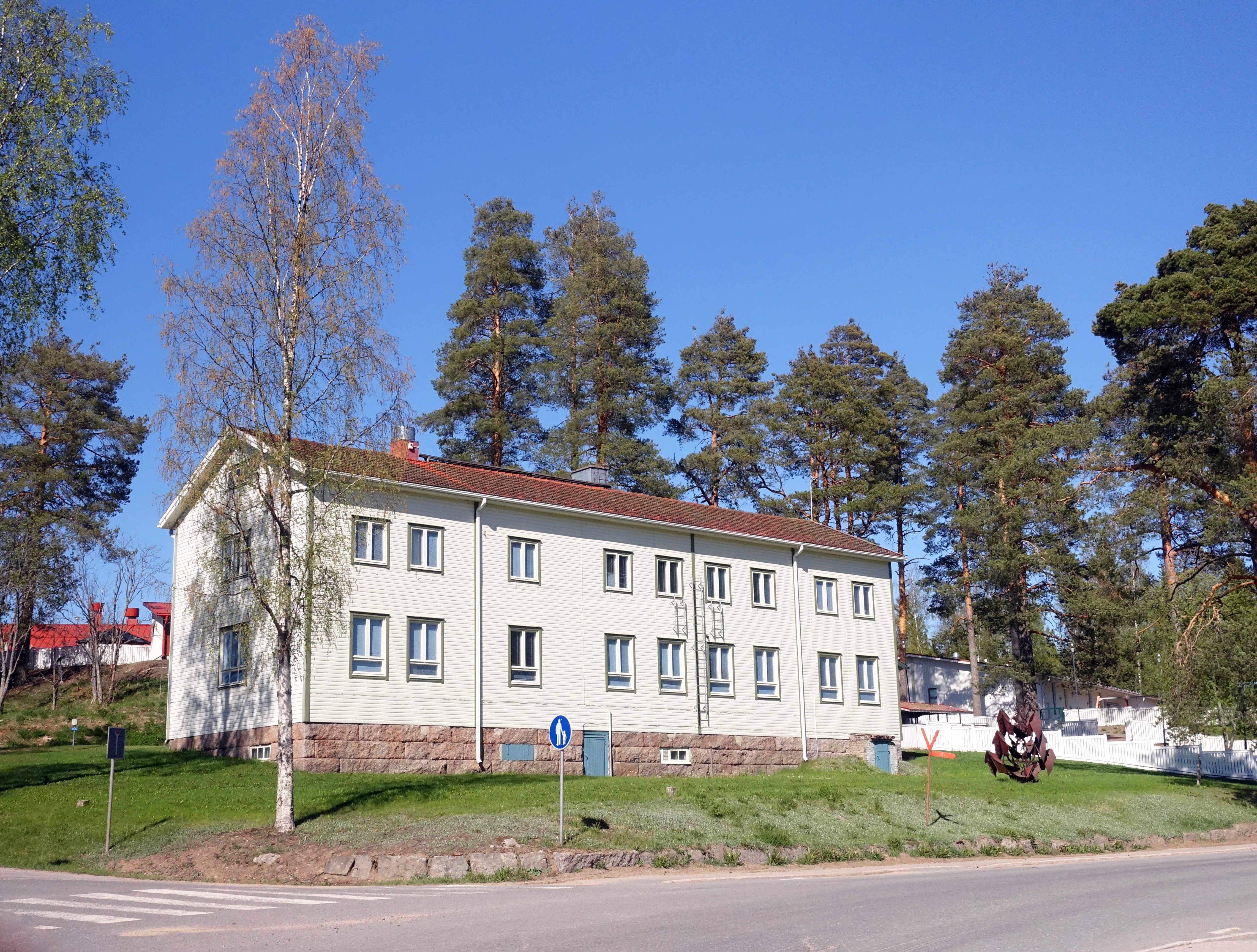
Petäjävesi

Petäjävesi là một đô thị của Phần Lan.
Vị trí ở tỉnh Tây Phần Lan trong vùng Trung Phần Lan. Đô thị này có dân số 3.691 người (năm 2003) và diện tích 495,55 km² trong đó có 37,59 km² là diện tích mặt nước. Mật độ dân số là 8,1 người trên mỗi km².
Dân đô thị này chỉ sử dụng tiếng Phần Lan
Nhà thờ cổ Petäjävesi được UNESCO công nhận là di sản thế giới.